# Спенсер, Перси Лебарон
Перси Лебарон Спенсер (англ. Percy LeBaron Spencer; 9 июля 1894 года, Хаулэнд, Мэн, США — 8 сентября 1970 года, Ньютон, Массачусетс, США) — американский инженер и физик. Известен как изобретатель микроволновой печи.

## Биография
Родился 9 июля 1894 года в Хаулэнде (штат Мэн). С трёхлетнего возраста, после того как в 1897 году скончался отец, воспитывался у тёти. В 12 лет, сразу после седьмого класса, начал работать в прядильне, не окончив средней школы.
Впечатлённый катастрофой «Титаника», случившейся в 1912 году, устроился в американский морской флот, где был оператором радиостанции. В течение времени, проведённого во флоте, получил приличные теоретические знания и практические навыки в области физики радиоволн и электромагнитных колебаний.
С 1925 года начал работу в только что создавшейся компании Raytheon, занимавшейся изготовлением оборудования для радаров. В 1945 году сделал одно из важнейших своих открытий: заметил, что СВЧ-излучение способно нагревать предметы. Родилось несколько легенд, как именно он сделал данное открытие. Например, есть версия, что он заметил, как нагрелся бутерброд, положенный на включённый магнетрон. Другая версия связана с тем, что Перси Спенсер очень любил сладости: однажды он случайно оставил в кармане шоколадный батончик и приступил к работе с магнетроном, спустя несколько минут Спенсер почувствовал в кармане плавящийся шоколад.
Заявка на патент на микроволновую печь была подана 8 октября 1945 года. Первая в мире СВЧ-печь «Radarange» была выпущена в 1947 году фирмой Raytheon и была предназначена не для приготовления пищи, а для быстрого размораживания продуктов и использовалась исключительно военными (в солдатских столовых и столовых военных госпиталей). Её высота была примерно равна человеческому росту, масса 340 кг, мощность — 3 кВт, что примерно в два раза больше мощности современной бытовой СВЧ-печи. В 1949 году началось их серийное производство. Стоила эта печь около 3000 долларов.